# Glennes
Glennes ist ein Ort und eine ehemalige französische Gemeinde mit 232 Einwohnern (Stand: 1. Januar 2022) im Département Aisne in der Region Hauts-de-France. 
Mit Wirkung vom 1. Januar 2016 wurde Glennes mit Longueval-Barbonval, Merval, Perles, Révillon, Vauxcéré und Villers-en-Prayères zur Commune nouvelle Les Septvallons zusammengeschlossen. Alle ehemaligen Gemeinden verfügen in der neuen Gemeinde über den Status einer Commune déléguée.

## Lage
Das Siedlungsgebiet liegt auf 150 Metern über Meereshöhe. Die Gemeindegemarkung umfasste 8,57 Quadratkilometer. Nachbarorte sind Révillon im Nordwesten, Maizy im Norden, Muscourt im Nordosten, Romain im Südosten, Baslieux-lès-Fismes im Süden und Merval im Westen. 

## Bevölkerungsentwicklung
| Jahr      | 1962 | 1968 | 1975 | 1982 | 1990 | 1999 | 2008 | 2015 |
| --------- | ---- | ---- | ---- | ---- | ---- | ---- | ---- | ---- |
| Einwohner | 162  | 151  | 136  | 135  | 129  | 143  | 214  | 213  |

## Sehenswürdigkeiten

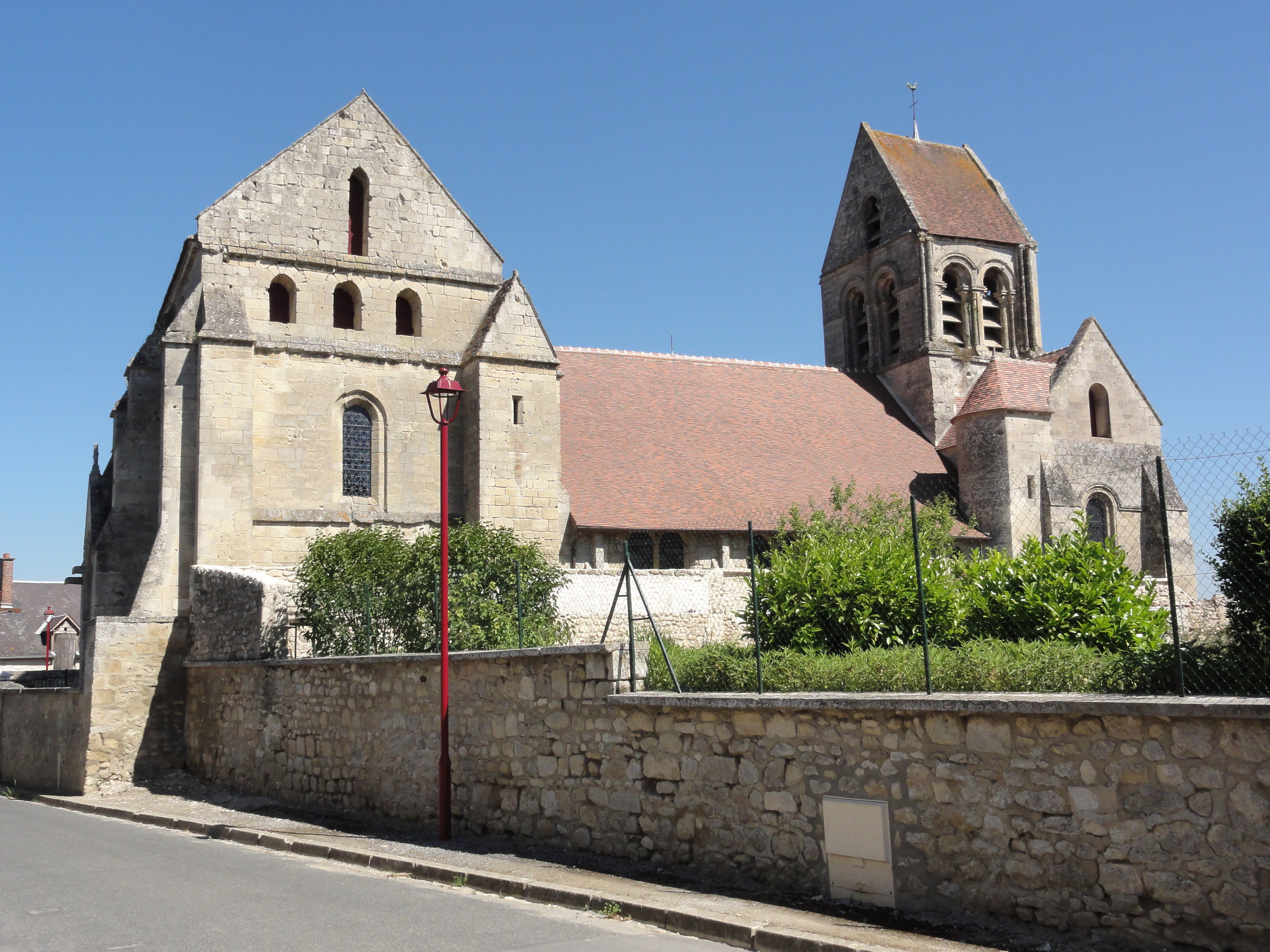
Kirche Saint-Georges
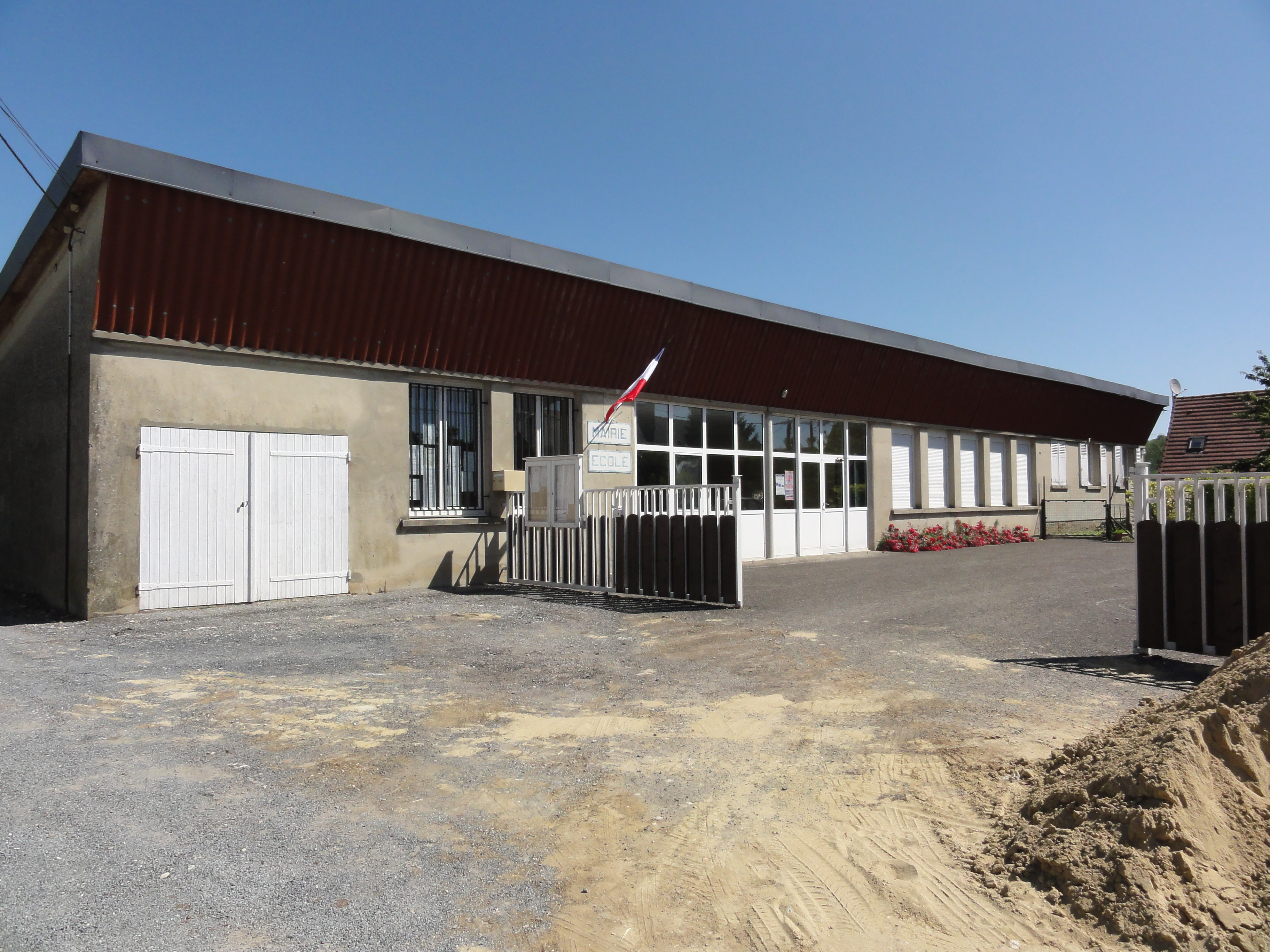
Kriegerdenkmal und Flurkreuz

- Kirche Saint-Georges
- Ehemaliges Rathaus- und Schulgebäude